# Khaled Fadhel
Khaled Fadhel (Tunisi, 29 settembre 1976) è un ex calciatore tunisino, di ruolo portiere.